# Undercovers
Undercovers (Brasil: Agentes Secretos / Portugal: Infiltrados) é uma série de televisão de ação norte-americana, criada por J. J. Abrams (Lost, Fringe) e exibida originalmente pela NBC entre setembro e dezembro de 2010. Em Portugal a série começou a ser exibida pela RTP 1, em maio de 2011.
O canal NBC cancelou a série ao fim de 13 episódios da primeira temporada.

## Enredo
Steven Bloom (Boris Kodjoe) e Samantha (Gugu Mbatha-Raw) são marido e mulher, e são uma dupla que já há 5 anos tinha deixado a CIA. Depois de uma experiência de uma missão por força das circunstâncias, o casal percebe o quanto sentiam falta da adrenalina e decidem voltar à vida ativa.

## Elenco
- Gugu Mbatha-Raw - Samantha Bloom
- Boris Kodjoe - Steven Bloom
- Ben Schwartz - Bill Hoyt
- Mekia Cox - Lizzy Gilliam
- Carter MacIntyre - Leo Nash
- Gerald McRaney - Carlton Shaw

## Recepção
Undercovers teve recepção geralmente favorável por parte da crítica especializada. Com base de 27 avaliações profissionais, alcançou uma pontuação de 63% no Metacritic.